# Hinterer Plattenkogel
Hinterer Plattenkogel är en bergstopp i Österrike.   Den ligger i distriktet Lienz och förbundslandet Tyrolen, i den centrala delen av landet, 300 km väster om huvudstaden Wien. Toppen på Hinterer Plattenkogel är 2 561 meter över havet.
Terrängen runt Hinterer Plattenkogel är huvudsakligen bergig, men åt sydväst är den kuperad. Runt Hinterer Plattenkogel är det ganska glesbefolkat, med 26 invånare per kvadratkilometer.. Närmaste större samhälle är Matrei in Osttirol, 13,9 km söder om Hinterer Plattenkogel. 
Trakten runt Hinterer Plattenkogel består i huvudsak av gräsmarker.